# Gymnodia polystigma
Gymnodia polystigma är en tvåvingeart som först beskrevs av Johann Wilhelm Meigen 1826.  Gymnodia polystigma ingår i släktet Gymnodia och familjen husflugor. Inga underarter finns listade i Catalogue of Life.